# カイヤドリヒラムシ
カイヤドリヒラムシ Stylochoplana pusilla Bock は、扁形動物多岐腸目の動物の一つで、いわゆるヒラムシの1種。主として巻き貝であるイシダタミの殻の入り口内側に生息する。

## 特徴
体は楕円形で、形の上では前後が不明確。体長4mm、幅2mm。体は扁平だがこの類としては厚手。色は全体としては淡い褐色で、背面中心を前後に伸び、そこから両側に分岐する腸に沿ってやや濃い模様になる。腸管の先端は互いに癒合しない。
小さくて目立ちにくいが、前端から1/4のところの真ん中寄りに一対の短い円錐形の角状の触手がある。この触手の周辺に10個以上、脳域の両側に多数の眼点がある。
体の中央下面に口があり、咽頭の長さは体長の1/3を占める。
後端から1/3のところに雌雄生殖孔が前後に接して並ぶ。

## 分布
本州の太平洋沿岸に広く見られる。食用に取ったものから出てくることもあり、茹でた貝から見つかることもある。
ただし、分布にむらがあり、同一地域でも発見されない場所もある。出口ら(2009)は内湾の水質のよくないところに少ないのではないかとの印象を記している。

## 生態
生きた巻き貝の殻の入り口の内側、外套腔の付近に生息する。特にイシダタミに多い。他にヨメガカサ、クマノコガイ、イボニシ等につくこともある。
この種は、新種として記載された時には自由生活と考えられていたが、1933年に加藤がイシダタミの外套腔に生息することを発見した。寄生とされたこともある（たとえば岡田他(1965)）が、加藤は1933年の段階でこれを「片利共生」と述べている。実際には貝の排泄物等を餌としており、貝に害を与えていない。また、ブラインシュリンプ等を餌にして単独飼育することも可能で、このような餌のみによる人工飼育で生活環を全うさせることも出来る。
宮城県での調査では、場所にもよるが、多いところではそこに生息するイシダタミの大半から発見される。1個の貝に複数個体が見られることもまれでなく、最大30以上もの個体が発見された貝もある。
その生活史については、以下のように推察されている。外套腔で生活する親は7月に性成熟に達する。雌雄同体ながら他個体と交尾し、その後貝から離れて産卵し、親はここで死ぬ。
孵化した個体は当初は遊泳性で、餌を採りながら成長し、8月後半から9月に貝にはいる。そのまま貝の中で年を越し、翌春から成長して、夏に性成熟に達する。

## 生殖と発生
飼育下では基盤上に一面に卵を付着させた、全体をゼラチン様の物質で覆われた卵板の形で産卵が行われる。卵は膜状の卵殻に包まれ、産卵から11-13日で内部の幼生に1対の眼点が形成される。さらに数日で眼点は2対に増え、この頃に幼生は殻から脱出する。
発生は直接発生的で幼生はほぼ成体と同じ姿であるが、1週間程度は水中で遊泳しながら餌を採り、その後底面を這う生活にはいる。

## 類縁種
同属のものとしては日本には6種あるが、自由生活のものが多い。S. parasiticaはヒザラガイの外套溝から見つかっている。